# کیهان ورزشی (روزنامه)
کیهان ورزشی یک روزنامه ورزشی بود که مؤسسه کیهان آن را منتشر می‌کرد. نخستین شماره این روزنامه در تاریخ ۱۹ بهمن ۱۳۷۱ منتشر شد و انتشارش به مدت ۱۸ سال ادامه یافت تا این که در ۲۹ بهمن ۱۳۸۸ تعطیل شد. مدیرمسئول روزنامه در آخرین شماره نوشت: «ادامه انتشار روزنامه به دلایل مختلف هدف‌های اصلی و اولیه ما را محقق نمی‌کند. از این رو خاتمه انتشار روزنامه کیهان ورزشی را –حداقل به‌طور موقت– اعلام می‌کنیم»